# منطق
المنطق يعني دراسة التفكير الصحيح. ويضم كلًا من المنطق الصوري وغير الصوري. المنطق الصوري هو دراسة الاستدلالات الصحيحة استنتاجيًا أو الحقائق المنطقية. يدرس كيف تظهر الاستنتاجات من المقدمات بسبب بنية الحجج وحدها، بصرف النظر عن موضوعها أو محتواها. يرتبط المنطق غير الصوري بالمغالطات غير الصورية والتفكير النقدي ونظرية الحجج. يتقصى الحجج المُعبَر عنها باللغة الطبيعية بينما يستخدم المنطق الصوري اللغة الصورية. عندما يُستخدم اسمًا معدودًا، يُشير مصطلح «منطق» إلى نظام منطقي شكلي يبيّن نظام إثبات. يلعب المنطق دورًا محوريًا في مجالات عديدة، كالفلسفة والرياضيات وعلوم الحاسوب واللسانيات.
يدرس المنطق الحجج، والتي تتألف من مجموعة من المقدمات رفقة استنتاج. من الأمثلة على ذلك الحجة النابعة من المقدمتين «اليوم الأحد»، و «إذا كان اليوم الأحد فلستُ مضطرًا إلى العمل» إلى الاستنتاج «لست مضطرًا إلى العمل». تعبر المقدمات والاستنتاجات عن قضايا أو مزاعم يمكن أن تكون صحيحة أو خاطئة. من المزايا المهمة للقضايا بنيتها الداخلية. على سبيل المثال: إن القضايا المعقدة مصنوعة من قضايا أبسط مرتبطة بروابط منطقية مثل ∧ (و) أو → (إذا... فإن). للقضايا البسيطة أجزاء أيضًا، مثل «الأحد» أو «العمل» في المثال. عادة ما تعتمد صحة القضية على معاني جميع أجزائها. تكون صحيحة فقط بسبب بنيتها المنطقية بغض النظر عن المعاني المحددة للأجزاء المنفردة.
لا يمكن للحجج إلا أن تكون صحيحة أو خاطئة، وتكون الحجة صحيحة إذا كانت مقدماتها تدعم استنتاجها. تتمتع الحجة الاستنباطية بأقوى أشكال الدعم: إذا كانت المقدمات صحيحة إذن فلا بدّ أن يكون الاستنتاج صحيحًا. ولا ينطبق ذلك على الحجة الإيضاحية، والتي تتوصل إلى معلومات جديدة حقًا لا توجد في المقدمات. العديد من الحجج في المداولات اليومية وفي العلوم حجج إيضاحية. تنقسم إلى حجج استقرائية وحجج قياسية. الحجج الاستقرائية تعميمات إحصائية، مثل استنتاج أن جميع الغربان سوداء بناء على العديد من المشاهدات الفردية لغربان سوداء. الحجج القياسية استدلالات إلى التفسير الأفضل، على سبيل المثال، عندما يستخلص طبيب أن مريضًا مصاب بمرض معين يفسّر الأعراض التي يعانيها. غالبًا ما تجسد الحجج التي تقصر عن معايير التفكير الصحيح المغالطات. أنظمة المنطق أُطُر نظرية لتقدير صحة الحجج.
إن المنطق موضع دراسة منذ العصور القديمة. تتضمن النهوج القديمة المنطق الأرسطي والمنطق الرواقي ونيايا والموهية. يركز المنطق الأرسطي على التفكير في هيئة قياسات. كان يُعد النظام الأساسي للمنطق في العالم الغربي إلى أن حل المنطق الصوري الحديث محله، والذي ترجع جذوره إلى علماء الرياضيات في نهاية القرن التاسع عشر مثل غوتلوب فريغه. أما اليوم، فأكثر الأنظمة استخدامًا هو المنطق الكلاسيكي. يتألف من منطق القضايا ومنطق الرتبة الأولى. منطق القضايا يأخذ بالاعتبار الروابط المنطقية بين القضايا الكاملة فقط. أما منطق الرتبة الأولى فيأخذ أيضًا الأجزاء الداخلية للقضايا بالحسبان، مثل المحمولات والمكممات. يقبل المنطق الموسع الغرائز الأساسية خلف المنطق الكلاسيكي ويوسعها إلى ميادين أخرى، كالميتافيزيقا والأخلاقيات ونظرية المعرفة. أما المنطق المنحرف من ناحية أخرى، فيرفض بعض الغرائز الكلاسيكية ويقدم تفسيرات بديلة لقوانين المنطق الأساسية.

## تعريفه
يرجع أصل كلمة منطق «logic» إلى الكلمة اليونانية «logos» والتي تقابلها ترجمات عدة، كالعقل والخطاب واللغة. يُعرف المنطق تقليديًا بأنه دراسة قوانين التفكير أو التفكير الصحيح، ويُفهم عادة من حيث الاستدلالات أو الحجج. والحجج هي التعبير الظاهري عن الاستدلالات. الحجة مجموعة من المقدمات رفقة استنتاج. تنطبق هذه التوصيفات العامة على المنطق بأوسع معانيه، أي على كل من المنطق الصوري وغير الصوري نظرًا إلى أن كلاهما يُعنى بتقييم صحة الحجج. المنطق الصوري هو الحقل المهيمن تقليديًا، وبعض علماء المنطق يحصرون المنطق بالمنطق الصوري.

### المنطق الصوري
يُعرف المنطق الصوري أيضًا بالمنطق الرمزي ويُستخدم على نطاق واسع في المنطق الرياضي. يستخدم النهج الصوري لدراسة التفكير، إذ يستبدل بالتعابير الملموسة الرموز المجردة لتقصي الشكل المنطقي للحجج بصرف النظر عن محتواها الملموس. وفي هذا المعنى، يكون محايدًا من حيث الموضوع بالنظر إلى أنه يعنى بالبنية المجردة للحجج فقط لا بمحتواها الملموس.
يهتم المنطق الصوري بالحجج الصحيحة استنتاجيًا، والتي تضمن صحة مقدماتها صحة استنتاجاتها. هذا يعني أنه من المستحيل أن تكون المقدمات صحيحة والاستنتاج خاطئ. في الحجج الصحيحة، يتبع كل من البنية المنطقية للمقدمات والاستنتاج نموذجًا يُدعى بقاعدة الاستدلال. على سبيل المثال، فإن قاعدة القياس الاستثنائي إحدى قواعد الاستدلال، والتي تكون بموجبها كل الحجج من الشكل «(1) بّي، (2) إذا كانت بّي تكون كيو، (3) بالتالي كيو» صحيحة، بصرف النظر عما يمثّله بّي وكيو. في هذا المعنى، يمكن تعريف المنطق الصوري بأنه علم الاستدلالات الصحيحة. يرى تعريف بديل المنطق على أنه دراسة الحقائق المنطقية. تكون القضية صحيحة منطقيًا إذا كانت حقيقتها تعتمد على الروابط المنطقية المستخدمة فيها فقط. هذا يعني أنها صحيحة في كل العوالم الممكنة وتحت كل ترجمات مصطلحاتها التفسيرية غير المنطقية، كادعاء أن السماء «إما تمطر، وإما لا». هذان التعريفان للمنطق الصوري ليسا متطابقين، لكنهما مرتبطان ارتباطًا وثيقًا. على سبيل المثال، إذا كان الاستدلال من بّي إلى كيو صحيحًا استنتاجيًا إذن فادعاء أنه «إذا كانت بّي تكون كيو» صحيح منطقيًا.
يستخدم المنطق الصوري اللغات الصورية للتعبير عن الحجج وتحليلها. عادة ما يكون لها روابط محدودة جدًا وقواعد نحوية دقيقة. تحدد هذه القواعد كيف يمكن دمج رموزها لبناء جمل، أو ما يسمى بالصيغ الجيدة للتكوين. هذه البساطة والدقة للمنطق الصوري تجعله قادرًا على صياغة قواعد استدلال مضبوطة. تُحدد إذا ما كانت حجة ما صحيحة. بسبب الاعتماد على اللغة الصورية، لا يمكن دراسة حجج اللغة الطبيعية مباشرة. بدلًا من ذلك، يجب ترجمتها إلى لغة صورية قبل أن نتمكن من تقييم صحتها.

## المفاهيم الأساسية
يُعد المفهومُ الشكلَ المنطقي الأساسي في علم المنطق، ويتم تحديد صحة المفاهيم من خلال شكلها المنطقي، وليس عن طريق محتواها. ومن الأمثلة المنطقية الرسمية المنطق الأرسطي التقليدي والمنطق الرمزي الحديث.
- المنطق غير الصوري (غير الرسمي): هو دراسة الحجج اللغوية الطبيعية. دراسة المغالطات هي فرع مهم من المنطق غير الرسمي. نظرًا لأن الكثير من الحجة غير الرسمية ليست استنتاجية بالمعنى الدقيق للكلمة، ففي بعض مفاهيم المنطق، فإن المنطق غير الرسمي ليس منطقًا على الإطلاق.
- المنطق الرسمي: هو دراسة الاستدلال مع المحتوى الرسمي البحت. يتمتع الاستدلال بمحتوى رسمي بحت إذا كان يمكن التعبير عنه كتطبيق معين لقاعدة مجردة بالكامل، أي قاعدة لا تتعلق بأي شيء أو خاصية معينة. تحتوي أعمال أرسطو على أقرب دراسة رسمية معروفة للمنطق. المنطق الرسمي الحديث يتبع ويوسع منطق أرسطو.[12] في العديد من تعريفات المنطق، الاستنتاج المنطقي والاستدلال مع المحتوى الرسمي البحت هو نفس الشيء. هذا لا يجعل فكرة المنطق غير الرسمي مفرغة، لأنه لا يوجد منطق رسمي يلتقط جميع الفروق الدقيقة في اللغة الطبيعية.
- المنطق الرمزي: هو دراسة التجريدات الرمزية التي تجسد السمات الرسمية للاستدلال المنطقي.[13] غالبًا ما يتم تقسيم المنطق الرمزي إلى فرعين رئيسيين: المنطق الافتراضي والمنطق الأصلي.
- المنطق الرياضي: هو امتداد للمنطق الرمزي في مناطق أخرى، خاصةً دراسة نظرية النموذج، نظرية البرهان، نظرية المجموعات ونظرية الحوسبة.

## تاريخ علم المنطق

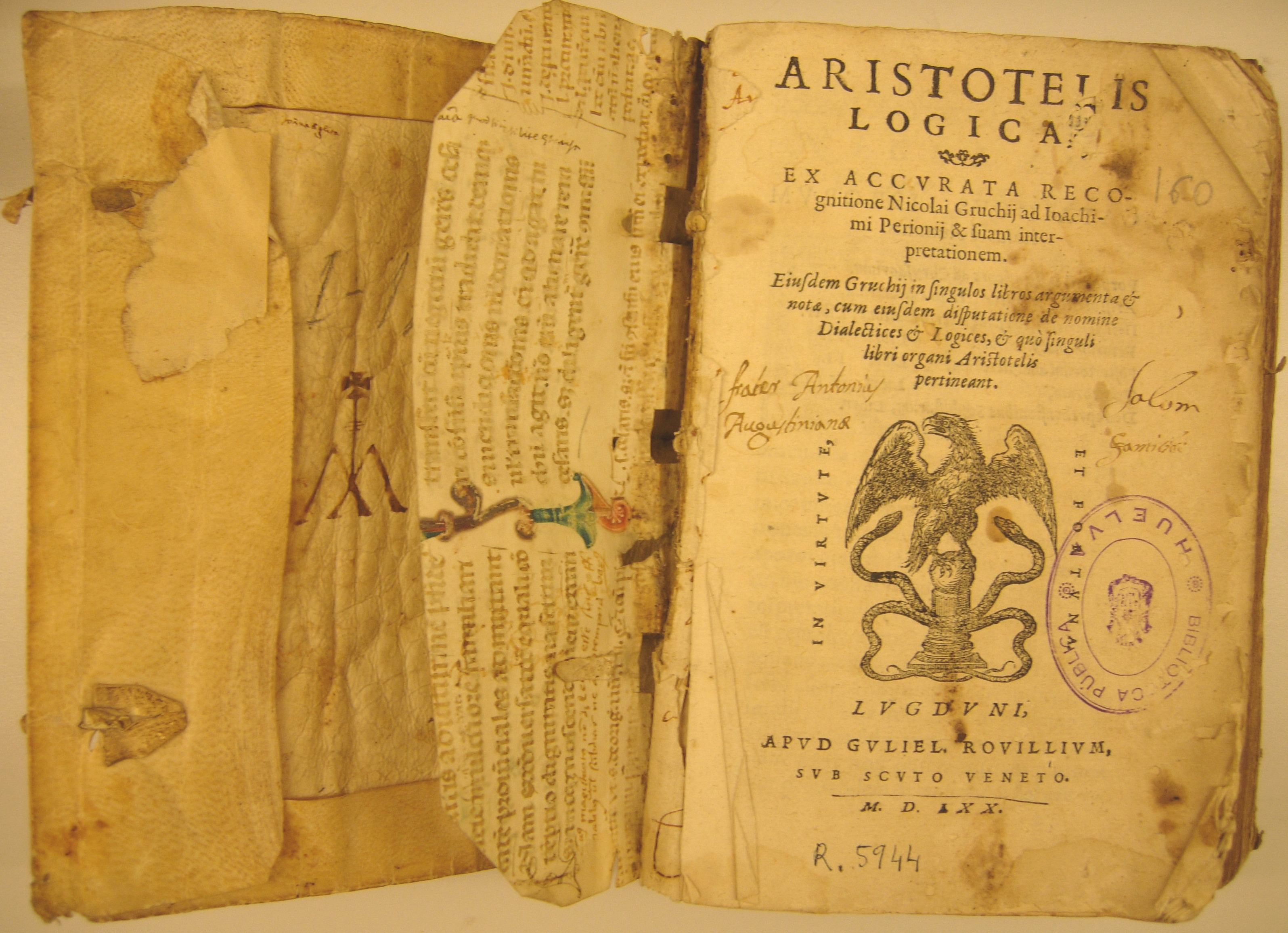
أرسطو لوجيكا 1570 مكتبة هويلفا

المنطق يأتي من كلمة logos اليونانية، والتي تعني في الأصل «الكلمة» أو «ما يتم التحدث به»، ولكن تعني «الفكر» أو «العقل». في العالم الغربي، تم تطوير المنطق لأول مرة بواسطة أرسطو، الذي أطلق عليه اسم «التحليلات». أصبح المنطق الأرسطي مقبولًا على نطاق واسع في العلوم والرياضيات وظل يستخدم على نطاق واسع في الغرب حتى أوائل القرن التاسع عشر. نظام أرسطو للمنطق كان مسؤولاً عن إدخال القياس المنطقي الافتراضي، المنطق الشرطي الزمني، والمنطق الاستقرائي، وكذلك المفردات المؤثرة مثل المصطلحات والمتوقعات والمنهجية والاقتراحات. كان هناك أيضا منطق زينون الرواقي المنافس.
في أوروبا خلال فترة العصور الوسطى المتأخرة، بذلت جهود كبيرة لإظهار أن أفكار أرسطو كانت متوافقة مع الإيمان المسيحي. خلال العصور الوسطى العليا، أصبح المنطق محورًا رئيسيًا للفلاسفة، الذين كانوا منخرطين في التحليلات المنطقية النقدية للحجج الفلسفية، مستخدمين غالبًا اختلافات في منهجية الدراسة المدرسية. في عام 1323، تم إطلاق السكولاستية الخاصة بوليم الأوكامي. بحلول القرن الثامن عشر، تدهورت المقاربة المنظمة للحجج وتراجعت، كما هو موضح في مسرحية لودفيغ هولبرغ الساخرة «إيراسموس مونتانوس».
في الهند، تم تأسيس مدرسة (علم الاستقصاء-Anviksiki) للمنطق (حوالي القرن السادس قبل الميلاد). استمرت الابتكارات في المدرسة الفلسفية، التي تسمى نيايا، منذ العصور القديمة وحتى أوائل القرن الثامن عشر مع مدرسة نافيا نايا. بحلول القرن السادس عشر، طورت نظريات تشبه المنطق الحديث، مثل التمييز بين جوتلوب فريج وبين الإحساس بالأسماء الصحيحة ومرجعيته «وتعريف الرقم»، وكذلك نظرية «الشروط التقييدية للعالميين» التي تتوقع بعضًا من التطورات في نظرية المجموعة الحديثة. منذ عام 1824، جذب المنطق الهندي انتباه العديد من العلماء الغربيين، وكان له تأثير على علماء المنطق المهمين في القرن التاسع عشر مثل تشارلز باباج وأوغست دو مورغان وجورج بول. في القرن العشرين، اكتشف الفلاسفة الغربيون مثل ستانيسلاف شاير وكلاوس غلاشوف المنطق الهندي على نطاق أوسع.
ساد المنطق الذي طوره أرسطو في الغرب حتى منتصف القرن التاسع عشر، عندما حفز الاهتمام بأساسيات الرياضيات على تطوير المنطق الرمزي (الذي يسمى الآن المنطق الرياضي). في عام 1854، نشر جورج بول كتاباً بعنوان «التحقيق في قوانين الفكر» التي تأسست عليها النظريات الرياضية للمنطق والاحتمالات، مقدمًا المنطق الرمزي ومبادئ ما يعرف الآن بالمنطق الرياضي. في عام 1879، نشر جوتلوب فريجه "Begriffsschrift"، الذي افتتح المنطق الحديث مع اختراع التدوين الكمي، والتوفيق بين منطق أرسطو والرواقية في نظام أوسع، وحلت مثل هذه المشاكل التي كان منطق أرسطو فيها عاجزًا، مثل مشكلة العمومية المتعددة. من عام 1910 إلى عام 1913، نشر ألفريد نورث وايتهيد وبرتراند راسل مبادئ الرياضيات، في محاولة لاستخلاص الحقائق الرياضية من البديهيات وقواعد الاستدلال في المنطق الرمزي. في عام 1931، أثار كورت غودل مشاكل خطيرة (مبرهنات عدم الاكتمال) مع البرنامج التأسيسي وتوقف المنطق في التركيز على مثل هذه القضايا.
كان لتطور المنطق منذ جوتلوب فريجه ورسل ولودفيغ فيتغنشتاين تأثير عميق على ممارسة الفلسفة والطبيعة المدركة للمشاكل الفلسفية وفلسفة الرياضيات. يتم تنفيذ المنطق، وخاصة المنطق الحسي، في دوائر منطق الحاسوب وهو أساسي لعلوم الحاسوب. عادة ما يتم تدريس المنطق من قبل الجامعة في تخصصات الفلسفة، وعلم الاجتماع، وقسم الإعلان والأدب، وغالبًا ما يكون تخصصًا إلزاميًا لجميع الطلاب.